# Мост-дъга през езерото Пончартрейн
Мост-дъга през езерото Пончартрейн или повдигнат мост през езерото Пончартрейн, (на английски: Lake Pontchartrain Causeway, известен още като мостът между Мандевил и Метайри) е десетият по дължина мост в света и се намира в щата Луизиана, САЩ. Мостът се състои от два паралелни моста, с най-голяма дължина 38,42 км. Мостът съединява градовете Мандевил и Метайри. Мостът е е поддържан от повече от 9000 бетонни колони. На 13 км. от от северния бряг са изградени повдигащи се крила за преминаване на кораби.

## Описание
Мостът е построен на два етапа. Първият (западният) мост е построен от 1955 г. до 1956 г. и е дълъг 38,388 км. Вторият (източният) мост е построен от 1967 до 1969 г. и е дълъг 38,422 км. Двата двулентови моста са на разстояние 24 м. един от друг. Те се използват в еднопосочен режим на пътуване, като на по-стария мост движението е на юг, а на по-новия в посока север. На седем места между двата моста има връзка, които позволяват при необходимост да се смени посоката на движение. Двата моста са широки по 10 метра. Пътното платно се намира на височина 4,5 до 4,9 м над водата. На 12,7 км. от бреговете мостовете за около 44 метра се повдигат за преминаване на корабите на височина 15 м., при което на северната страна има повдигащ се стоманен мост за по-високи кораби. Мостовете са изпълнени с готови елементи от предварително напрегнат бетон.
Транспортните потоци на моста са се увеличили от 3,000 превозни средства на ден през 1960 г. до 30,000 на ден и се дискутира строителството на един трети мост.